# Zastava Saveza Sovjetskih Socijalističkih Republika
Zastava SSSR-a je zastava crvene boje sa žutim srpom i čekićem koji se nalaze u gornjem lijevom kutu iznad kojih se nalazi crvena zvijezda petokraka žutih rubova. Srp i čekić na zastavi simboliziraju radničku i seljačku klasu, a zvijezda vladavinu komunistički pokret.
Prva zastava sa srpom i čekićem je usvojena 12. studenog 1923., a 1955. i 1980. godine su urađene sitne izmjene. Zastava je bila na snazi sve do raspada SSSR-a.
Naličje zastave je čisto crvene boje.

## Također pogledajte
- grb Saveza Sovjetskih Socijalističkih Republika